# Stankovac
Stankovac is een plaats in de gemeente Glina in de Kroatische provincie Sisak-Moslavina. De plaats telt 50 inwoners (2001).